# Surprise Moriri
Surprise Mohlomolleng Moriri (ur. 20 marca 1980 w Matibidi) – południowoafrykański piłkarz grający na pozycji ofensywnego ofensywnego pomocnika.

## Kariera klubowa
Karierę piłkarską Moriri rozpoczął w klubie Wattville Watford Brothers, w którym w latach 2000-2002 grał w rozgrywkach trzeciej ligi RPA. Na początku 2003 roku odszedł do Silver Stars z miasta Makifeng. Przez półtora roku występował w drugiej lidze. W 2004 roku został piłkarzem Mamelodi Sundowns FC grającego w Premier Soccer League, będącej odpowiednikiem pierwszej ligi. W sezonie 2005/2006 został z Mamelodi mistrzem Republiki Południowej Afryki, a sam został wybrany najlepszym zawodnikiem rozgrywek ligowych. W sezonie 2006/2007 ponownie wywalczył tytuł mistrza kraju, a w 2008 roku zdobył z Mamelodi Nedbank Cup. W sezonach 2013/2014 i 2015/2016 ponownie został mistrzem kraju. W sezonie 2014/2015 zdobył z nim Puchar Południowej Afryki. W sezonie 2016/2017 grał w Highlands Park FC, w którym zakończył karierę.
| Sezon   | Klub                       | Kraj              | Rozgrywki             | Mecze | Bramki |
| ------- | -------------------------- | ----------------- | --------------------- | ----- | ------ |
| 2000/01 | Wattville Watford Brothers | Południowa Afryka | III liga              | ?     | ?      |
| 2001/02 | Wattville Watford Brothers | Południowa Afryka | III liga              | ?     | ?      |
| 2002/03 | Wattville Watford Brothers | Południowa Afryka | III liga              | ?     | ?      |
| 2002/03 | Silver Stars               | Południowa Afryka | Mvela League          | 21    | 11     |
| 2003/04 | Silver Stars               | Południowa Afryka | Mvela League          | 30    | 8      |
| 2004/05 | Mamelodi Sundowns FC       | Południowa Afryka | Premier Soccer League | 23    | 5      |
| 2005/06 | Mamelodi Sundowns FC       | Południowa Afryka | Premier Soccer League | 27    | 11     |
| 2006/07 | Mamelodi Sundowns FC       | Południowa Afryka | Premier Soccer League | 29    | 11     |
| 2007/08 | Mamelodi Sundowns FC       | Południowa Afryka | Premier Soccer League | 19    | 2      |
| 2008/09 | Mamelodi Sundowns FC       | Południowa Afryka | Premier Soccer League | 17    | 10     |
| 2009/10 | Mamelodi Sundowns FC       | Południowa Afryka | Premier Soccer League | 8     | 2      |
| 2010/11 | Mamelodi Sundowns FC       | Południowa Afryka | Premier Soccer League | 15    | 0      |
| 2011/12 | Mamelodi Sundowns FC       | Południowa Afryka | Premier Soccer League | 26    | 2      |
| 2012/13 | Mamelodi Sundowns FC       | Południowa Afryka | Premier Soccer League | 5     | 0      |
| 2013/14 | Mamelodi Sundowns FC       | Południowa Afryka | Premier Soccer League | 20    | 5      |
| 2014/15 | Mamelodi Sundowns FC       | Południowa Afryka | Premier Soccer League | 11    | 0      |
| 2015/16 | Mamelodi Sundowns FC       | Południowa Afryka | Premier Soccer League | 2     | 1      |
| 2016/17 | Highlands Park FC          | Południowa Afryka | Premier Soccer League | 22    | 2      |

## Kariera reprezentacyjna
W reprezentacji RPA Moriri zadebiutował 20 maja 2006 roku w wygranym 1:0 meczu COSAFA CUP 2006 ze Suazi. Pierwszego gola w kadrze narodowej zdobył 24 marca 2007 w wygranym 3:0 meczu eliminacji do Pucharu Narodów Afryki 2008 z Czadem. W 2008 roku został powołany przez Carlosa Alberto Parreirę do kadry na PNA 2008. Tam był rozegrał dwa spotkania: z Angolą (1:1) i z Senegalem (1:1). Od 2006 do 2010 rozegrał w kadrze narodowej 34 mecze i strzelił 5 goli.